# Rotangy
Rotangy ist eine französische Gemeinde mit 233 Einwohnern (Stand 1. Januar 2022) im Département Oise in der Region Hauts-de-France. Die Gemeinde liegt im Arrondissement Beauvais und ist Teil der Communauté d’agglomération du Beauvaisis und des Kantons Saint-Just-en-Chaussée.

## Geographie
Die von den hier nicht abgebauten Gleisen der aufgelassenen Bahnstrecke von Amiens nach Beauvais durchzogene Gemeinde liegt an der Wasserscheide zwischen Somme und Seine auf der Hochfläche des Plateau Picard rund vier Kilometer südlich von und unmittelbar angrenzend an Crèvecœur-le-Grand. Mehrere Windparks stehen knapp außerhalb des Gemeindegebiets.

## Einwohner
| 1962 | 1968 | 1975 | 1982 | 1990 | 1999 | 2006 | 2011 |
| ---- | ---- | ---- | ---- | ---- | ---- | ---- | ---- |
| 212  | 186  | 166  | 170  | 166  | 195  | 199  | 200  |

## Verwaltung
Bürgermeister (maire) ist seit 2001 Régis Langlet.

## Sehenswürdigkeiten
- Kirche Sainte-Marguerite[1]
- Kapelle Polydor auf dem Friedhof außerhalb der Gemeinde